# Fängelse (film)
Fängelse är en svensk dramafilm från 1949 i regi av Ingmar Bergman.

## Handling
Filmregissören Martin Grandé blir uppsökt av sin gamle lärare, som har en idé till en film. Helvetet finns på jorden och djävulen regerar. Martin berättar om denna idé för författaren Thomas och hans fru Sofi. Thomas säger att han känner huvudpersonen i en sådan film, en gatflicka som han intervjuat som heter Birgitta Carolina.
Birgitta Carolina föder ett barn. Hon vill behålla det, men hennes kille Peter och hennes syster Linnéa övertalar henne att lämna bort det. Linnéa försvinner med barnet. Under tiden lämnar Sofi sin man Thomas. Thomas råkar på Birgitta Carolina och Peter vid en korvkiosk. Peter lämnar dem och Thomas tar med Birgitta Carolina till ett pensionat, där de får ett vindsrum. Birgitta Carolina berättar till slut vad som trycker henne, att barnet togs ifrån henne.

## Om filmen
Filmen hade premiär den 19 mars 1949 på biografen Astoria i Stockholm. Inspelningen av filmen gjordes vid AB Europafilm Studio i Sundbyberg med exteriörer från Gamla stan i Stockholm med Göran Strindberg som fotograf. Bergman fick ett löfte av Lorens Marmstedt att arbeta helt efter eget huvud vid produktionen av filmen mot att han så långt som möjligt pressade produktionskostnaderna. Normalkostnaden för en filmproduktion 1949 var något över 300 000 kronor. Bergman lyckades producera filmen till en kostnad av 240 000 kronor.
Filmen har visats i SVT, bland annat i juni 2018.

## Roller i urval
- Doris Svedlund – Birgitta Carolina Söderberg, 17 år
- Birger Malmsten – Thomas, författare
- Eva Henning – Sofi, hans fru
- Hasse Ekman – Martin Grandé, filmregissör
- Stig Olin – Peter, far till Birgitta Carolinas barn
- Irma Christenson – Linnéa, Birgitta Carolinas syster
- Anders Henrikson – Paul, Martins förre matematiklärare
- Marianne Löfgren – Signe Bohlin, pensionatsvärdinna
- Bibi Lindkvist – inneboende på pensionatet
- Curt Masreliez – Alf, Peters kumpan
- Anita Blom – Anna, Signes kusindotter
- Arne Ragneborn – Annas fästman, brevbärare
- Kenne Fant – Arne, skådespelare
- Inger Juel – Greta, skådespelerska
- Torsten Lilliecrona – filmfotografen

## Musik i filmen
- Drömmen, kompositör Erland von Koch, instrumental
- Blott en dag, ett ögonblick i sänder, kompositör Oscar Ahnfelt, text Lina Sandell, framförs av okänd manlig sångare
- Vandringen, kompositör Erland von Koch, instrumental
- Vart ska du gå?, kompositör Alice Tegnér, framförs av okänd flicka
- Majas visa (När lilla kom till jorden), kompositör och text Alice Tegnér, framförs av okänd flicka

## DVD
Filmen gavs ut på DVD 2007.